# Mareba
Mareba (Kinyarwanda Umurenge wa Mareba) ist einer von 15 Sektoren im Distrikt Bugesera in der Ostprovinz von Ruanda.

## Geographie
Mareba hat eine Fläche von 55,9 km² und liegt auf einer Höhe von etwa 1360 m. Der Sektor unterteilt sich in die fünf Zellen Gakomeye, Bushenyi, Nyamigina, Rango und Rugarama. Nachbarsektoren sind im Norden Musenyi, im Nordosten Mayange, im Osten Ngeruka, im Süden Ruhuha, im Südwesten Nyarugenge und im Westen Shyara. Im Nordosten liegt Mareba am Cyohoha-See Nord. Innerhalb des Sektors befindet sich zudem der Kamudeberi-See.

## Bevölkerung
Zur Volkszählung von 2022 betrug die Einwohnerzahl 29.266 Einwohner. Zehn Jahre zuvor waren es 22.377, was einem jährlichen Bevölkerungszuwachs von 2,7 Prozent zwischen 2012 und 2022 entspricht.

## Wirtschaft
Im Sektor wird Reisanbau betrieben.

## Verkehr
Durch den Sektor verläuft eine District Road in Nord-Süd-Richtung, die Stand 2022 nicht asphaltiert ist. Richtung Süden trifft sie auf die in Ost-West-Richtung verlaufende Nationalstraße 6 und im Nordosten innerhalb des Sektors Nyamata auf die Nationalstraße 5.